# Breath of Fire V: Dragon Quarter
Breath of Fire: Dragon Quarter, conocido en Japón como Breath of Fire V: Dragon Quarter (ブレス オブ ファイアV ドラゴンクォーター Buresu obu Faia Faibu Doragon Kwōtā?), es un juego de PlayStation 2 lanzado en 2003. Es el quinto RPG en la serie Breath of Fire.

## Juego
El equipo Breath of Fire de Capcom ha dicho que Dragon Quarter está basado en un mundo diferente al de los títulos anteriores . Breath of Fire: Dragon Quarter es notable por su desviación del estilo típico de otros juegos Breath of Fire. Los primeros cuatro juegos de la serie eran juegos de rol muy tradicionales; Dragon Quarter incluye diversas características ingeniosas que lo distinguen de sus predecesores, así como de otros juegos del género.

## Aceptación
Breath of Fire: Dragon Quarter fue el juego más vendido en Japón durante la semana de su lanzamiento en noviembre de 2002 con 80.059 copias. Continuaría vendiendo un total de 140.073 copias para fines de ese año, lo suficiente como para calificar el título para un relanzamiento en julio de 2003 bajo la etiqueta "PlayStation the Best" de Sony a un precio inferior. El juego recibió un promedio de 8,5 sobre 10 por la revista japonesa Hyper PlayStation 2, y un puntaje de 32 sobre 40 por Weekly Famitsu, lo que le valió el premio de plata de la revista.
Muchos críticos norteamericanos comentarían los cambios drásticos realizados entre este y los predecesores, Game Informer afirmó que "en todo caso, Dragon Quarter probablemente destrozará la base de fanáticos de Breath of Fire" e IGN lo llama "una píldora difícil de tragar para los fanáticos que regresan". IGN elogiará la modalidad de combate del título, la atmósfera steampunk y la banda sonora, llamando al puntaje musical del juego bits como "puro genio", pero encontró que su tiempo de juego de aproximadamente diez horas es bajo, calificándolo como el "alquiler perfecto de juegos de rol". Por el contrario, consideró que, aunque el sistema de combate de Dragon Quarter era agradable al principio, a medida que avanzaba el juego se volvía menos táctico, y que "se convierte en el tipo de slugfests típicos de los juegos de rol". El sitio web recomendaría los gráficos del título, sin embargo, llamando a los diseños de los personajes "inspirados" y que "expresan emociones realistas" que acentúan el tono serio del juego. Electronic Gaming Monthly también llamaría la atención sobre el nuevo sistema de batalla del juego, afirmando que "nosotros no pensamos que alguna vez nos hayamos divertido tanto con las batallas RPG antes", pero consideró que el ritmo del juego obstaculizó su historia. GamePro llamó al juego "una secuela de RPG que no podría ser más diferente si lo intentara", elogiando su nuevo combate "asombroso", pero consideró que la repetición forzada del sistema Scenario Overlay y la posibilidad de ver varias veces el contenido del juego fue su mayor caída. TechTV también sintió que la mecánica de reinicio del juego "te inspirará o te volverá loco", y encontró que su "combate único" y "visuales atractivos" son factores positivos.
Los revisores europeos comentarían de manera similar la desviación del juego de los estándares RPG. La revista Play descubrió que la mayoría de los cambios eran beneficiosos, afirmando que "nosotros también queríamos algo diferente, pero lo que obtuvimos es maravilloso". Otros, como Edge, encontraron que sus innovaciones eran mixtas, pero en general eran buenas, y dijeron: "Tal polinización cruzada genérica bastarda será de gran interés para aquellos que han encasillado el juego de rol de la consola como el pan de ayer, como Dragon Quarter que tiene éxito en su matrimonio inadaptado". El título finalmente recibiría críticas en su mayoría positivas, con un puntaje promedio de 78% de los sitios web de revisión agregada GameRankings y Metacritic. Dragon Quarter más tarde sería nominado a "Mejor Música Original en un Juego" durante los premios Best and Worst of 2003 de GameSpot, y en 2004, IGN clasificó el juego en el sexto lugar en su lista de las "12 Mejores Gemas Ocultas para PlayStation 2 ", que incluía juegos que vendían menos de 135,000 copias en Norteamérica, o menos de la mitad del uno por ciento de la base de usuarios de la consola, afirmando que para una de las franquicias de juegos de rol más populares en toda la serie de 32 bits, era el rendimiento mediocre de Breath of Fire: Dragon Quarter nada menos que sorprendente.